# Miloš Stehlík
Miloš Stehlík (14. listopadu 1923 Brno – 13. února 2020 Brno) byl český a moravský historik umění se zaměřením na barokní sochařství na Moravě, pracovník státní památkové péče a vysokoškolský pedagog.

## Život
Maturoval na reálném gymnáziu v Brně (1942) a poté studoval na jazykové škole (1942–1944). V letech 1945–1949 studoval dějiny umění (prof. A. Kutal, V. Richter, A. Friedl) a klasickou archeologii (prof. G. Hejzlar) na filosofické fakultě Masarykovy univerzity v Brně. Od roku 1946 byl knihovníkem Semináře dějin umění FF MU Brno. V roce 1949 získal doktorát a stal se pracovníkem Památkového úřadu pro Moravu a Slezsko (dnes územní odborné pracoviště NPÚ v Brně). Od roku 1956 byl externím pedagogem Filozofické fakulty Masarykovy univerzity, od roku 1991 docentem oboru teorie dějin umění, v roce 1993 mu byl udělen profesorský titul. Stehlík zemřel stářím 13. února 2020 ve Vojenské nemocnici v Brně. Po smutečním obřadu konaném 20. února 2020 v kostele Nanebevzetí Panny Marie v Brně–Zábrdovicích byl pohřben v rodinném hrobě na Ústředním hřbitově v Brně (skupina 69, řada 3, hrob 290-292, souřadnice 49.168271N, 16.5949918E).
Jeho manželkou byla historička umění PhDr. Vlasta Kratinová, CSc. (25. 3. 1920 Telč – 5. 11. 2005 Brno).

### Ocenění
- 2001 – Státní cena MK za památkovou péči
- 2001 – Cena města Brna v oboru společenské vědy[5]
- 2009 – Cena Uměleckohistorické společnosti
- 2013 – Ocenění ministerstva kultury Artis Bohemiae Amicis[6]
- 2018 – Ocenění pro osobnost památkové péče za celoživotní přínos v oblasti péče o kulturní dědictví Patrimonium pro futuro[7]

## Dílo
Dlouhodobě se věnoval především baroknímu sochařství na Moravě a ve Slezsku. Přispíval články do periodik Časopis Matice moravské, Zprávy památkové péče, Zprávy památkového ústavu v Brně, Umění, Vlastivědný věstník moravský, do Sborníku prací filozofické fakulty brněnské univerzity. Je autorem hesel v Dictionary of Art (1996) a Nové encyklopedii českého výtvarného umění. Stehlík psal také verše, které mu byly vydány ve třech sbírkách. Byl rovněž sběratelem umění a bibliofilií.